# امیلیانو گارسیا
امیلیانو گارسیا (انگلیسی: Emiliano García؛ زادهٔ ۲۵ نوامبر ۲۰۰۳) بازیکن فوتبال است.
وی همچنین در تیم ملی فوتبال Mexico U20 بازی کرده‌است.